# フェルディナント・ライトナー
フェルディナント・ライトナー (Ferdinand Leitner, 1912年3月4日 - 1996年6月3日) は、ドイツの指揮者である。シュトゥットガルト歌劇場、チューリヒ歌劇場、ハーグ・レジデンティ管弦楽団、トリノ・イタリア放送交響楽団などで活躍した。典型的なカペルマイスターと評され、モーツァルトやワーグナーなどの演奏で高い評価を得た。また、ベルナルト・ハイティンクなどの後世の指揮者を指導した。

## 生涯
1912年3月4日、ベルリンで生まれる。ベルリン音楽大学に入学し、フランツ・シュレーカーに作曲を、ヨハネス・ブラームスとハンス・リヒターの弟子であるユリウス・プリューヴァーに指揮法を習った。その他にも、アルトゥル・シュナーベルにピアノを、カール・ムックに指揮を、ロベルト・カーンに作曲を師事した。
はじめは伴奏ピアニストとして活躍し、ヴァイオリニストのゲオルク・クーレンカンプ、チェリストのルートヴィヒ・ヘルシャー、歌手のハンス・ホッターらを伴奏した。その後1935年からグラインドボーン音楽祭でフリッツ・ブッシュのアシスタントをつとめ、1943年にはベルリンのノレンドルフ・プラッツ劇場の指揮者となって指揮者としてのキャリアを本格的にスタートさせた。
第二次世界大戦後、ライトナーはハンブルク国立歌劇場（1945年から1946年）、ミュンヘン国立歌劇場（1946年から1947年）の指揮者を経て1947年にシュトゥットガルト歌劇場のオペラ監督となり、1950年には同歌劇場の音楽監督に就任した。

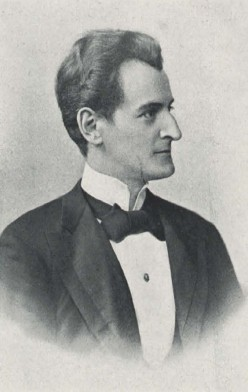
指揮の師カール・ムック (1898年)

1969年までの約20年間にわたるライトナー時代はシュトゥットガルト歌劇場の黄金時代と評されており、マルタ・メードル、ヴォルフガング・ヴィントガッセン、アストリッド・ヴァルナイ、レオニー・リザネク、ジョージ・ロンドン、フリッツ・ヴンダーリヒなどの歌手がライトナーの指揮で歌い、ヴィーラント・ワーグナー、ギュンター・レンネルトなどの演出家が活躍した。ライトナーが率いるシュトゥットガルト歌劇場はヨーロッパ各地で演奏を行ったほか、1959年にカール・オルフの歌劇『オイディプス王』を、1968年に同じくオルフの歌劇『プロメテウス』を初演している。なお、ライトナーは1969年にシュトゥットガルトを去ったが、この原因の一つは指揮台を共にしたカルロス・クライバーとの確執であると噂された。

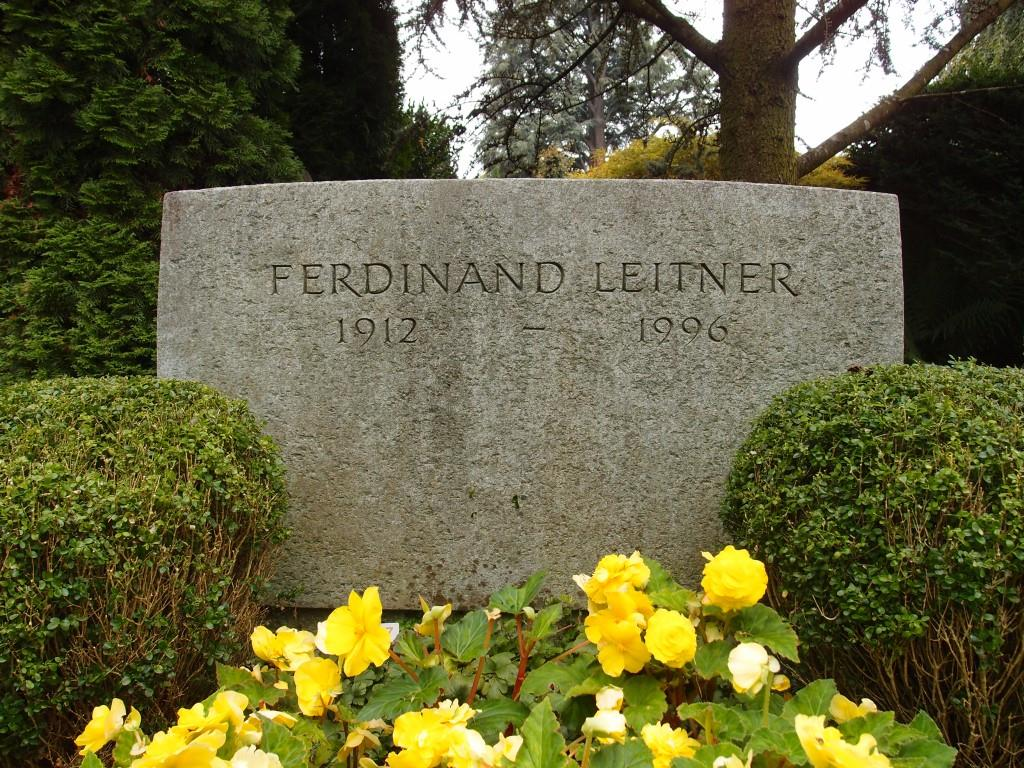
墓

その他にも、1947年から1951年にアンスバッハ・バッハ週間音楽監督を、1969年から1984年にかけてチューリヒ歌劇場の首席指揮者を、1976年から1980年にかけてハーグ・レジデンティ管弦楽団の首席指揮者を、1988年から1990年にかけてトリノ・イタリア放送交響楽団の首席客演指揮者を務めた。また、1956年からエーリヒ・クライバーの後任としてテアトロ・コロンで常任指揮者を務め、1972年にはそのドイツ・オペラ・シーズンを担当した。また、オットー・クレンペラーの助手を務めることもあった。
ライトナーは世界各国への客演活動も行なっており、ウィーン国立歌劇場やアムステルダム・コンセルトヘボウ管弦楽団、NHK交響楽団などに登場したほか、歌手のヘルマン・プライ、ディートリヒ・フィッシャー＝ディースカウ、ビルギット・ニルソンらと共演した。また、1964年には初来日を果たしたほか、1969年にはシカゴでアメリカデビューを果たし、1985年にはザルツブルク音楽祭に登場した。さらに300近くのレコーディングを行った。
1996年6月3日、チューリッヒ近郊のフォルヒで死去。

## 教育活動
パウル・ファン・ケンペンやウィレム・ヴァン・オッテルロー、エルネスト・アンセルメらとともに、オランダ放送協会が主催する指揮者セミナーで教鞭をとった。ライトナーが指導した指揮者の1人にベルナルト・ハイティンクがいる。
なお、ライトナーのもとで演奏したオーケストラ団員は、ライトナーはリハーサルで団員たちの演奏が気に入らなかった際は、口元に手を持っていって笑ったという。その団員は「こんなことも知らないのか」という仕草だったと証言しているが、「すごく格好が良くておしゃれだった」とも述べている。

## レコーディング
ライトナーは300近くのレコーディングを行っており、ドイツ・グラモフォンやアルヒーフなどのレーベルに録音を遺した。第二次世界大戦後にリヒャルト・シュトラウス、ハンス・プフィッツナー、マックス・シリングス、レオ・ブレッヒなどの、作曲家としても活躍していた19世紀生まれの指揮者を失ったドイツ・グラモフォンは、なおヴィルヘルム・フルトヴェングラー、カール・ベーム、オイゲン・ヨッフムなどの指揮者を擁していたものの、スターが不足していた。そこでドイツ・グラモフォンは20世紀生まれの中堅指揮者たちを売り出すことにし、ライトナーをはじめとしてフェレンツ・フリッチャイ、イーゴリ・マルケヴィチ、オトマール・スウィトナー、フリッツ・レーマン、フリッツ・リーガーらの録音を作成した。ただし音楽評論家の歌崎和彦は、ドイツ・グラモフォンによるライトナーおよびレーマンの売り出し方についてはポリシーがはっきりしておらず、まとまりがなかったと述べている。

## 顕彰歴
1978年、チューリヒ市よりハンス・ネーゲリ名誉メダルを授与された。また、1980年にはオランダのユリアナ女王からオランジュ・ナッサウ勲章を贈られた。

## カルロス・クライバーとの確執
ライトナーが監督を務めていたシュトゥットガルト歌劇場で、カルロス・クライバーは客演指揮者を務めていたが、両者は良好な関係ではなかったとされる。例えばクライバーは、歌手が練習を欠席することについてライトナーに直接苦情を言った一方、ライトナーはクライバーがシュトゥットガルトで『ルル』を指揮することに対して難色を示し、この公演を実現させなかった。
また、ライトナーがクライバーの代役を拒否したことで両者の関係はより険悪になった。
1966年、クライバーはエディンバラの音楽祭で『ヴォツェック』を2回指揮することになっていた。1回目の公演は大成功で、クライバー自身は歌手の出来に不満を持ったものの満員札止めという状況であった。2回目の公演はラジオでの中継が行われる予定であったが、リハーサルの段階でそれを知ったクライバーは怒り、指揮をしないと宣言してしまった。興奮状態となったクライバーは医師の診断を受けるほど体調を崩し、結局この公演は指揮しないことになった。
『ヴォツェック』を指揮した経験のあるライトナーはこの公演の代役を頼まれたが、クライバーの解釈を検討する時間がないという理由で拒否した。ライトナーは、説得に訪れたハンローネ・シュルツ＝ピカルトに対し「どんなご用向きかわかります。お引き取りください。天才児の代役はお断りです」と述べたとされる。また、ライトナーは「クライバーは当日の朝まで元気だった」とも述べたが、このような態度は新聞で非難され、歌劇場の評議会でもライトナーは糾弾された。
コントラバス奏者のハンス＝ヨアヒム・ヴィルヘルムは、この事件によってただでさえピリピリしていた2人の関係はより険悪なものになったと語っている。同じく、ライトナーの義理の娘であったソプラノ歌手のルート＝マルグレード・ピュッツも、ライトナーは次第に怒りっぽくなり、自らの地位を脅かそうとする者を嫌うようになったと述べている。また、クライバーの伝記を執筆したアレクサンダー・ヴェルナーは、ライトナーはシュトゥットガルトで30回も『ヴォツェック』を指揮したのに、クライバーがたった1回で成功を収めたことに苦い思いをしていたと記している。なお、ライトナーはインタビューの場で「この劇場で音頭を取るのはクライバー氏か私か」と口にしたとされる。
歌劇場の評議会、歌手、オーケストラ団員たちもこの件について意見が分かれ、クライバーは辞任の瀬戸際まで追い込まれたが、歌手のヴォルフガング・ヴィントガッセンの擁護により、結局クライバーは歌劇場に残った。ライトナーもこれを受け入れた。
ライトナーは1969年にシュトゥットガルトを去ったが、この原因の一つはクライバーとの確執であると噂された。ルート＝マルグレード・ピュッツはシュトゥットガルト新聞の記者ヴォルフラム・シュヴィンガーが両者の対立を煽り、クライバーを新しい音楽監督として期待する世論を作り出したと述べている。なお、ライトナーの辞任後、オーケストラ団員たちから3分の2以上の賛成票を集めたにもかかわらず、クライバーは責任を伴う職には就きたくないと主張し、シュトゥットガルトの監督には就任しなかった。

## 後世への影響

### ベルナルト・ハイティンク

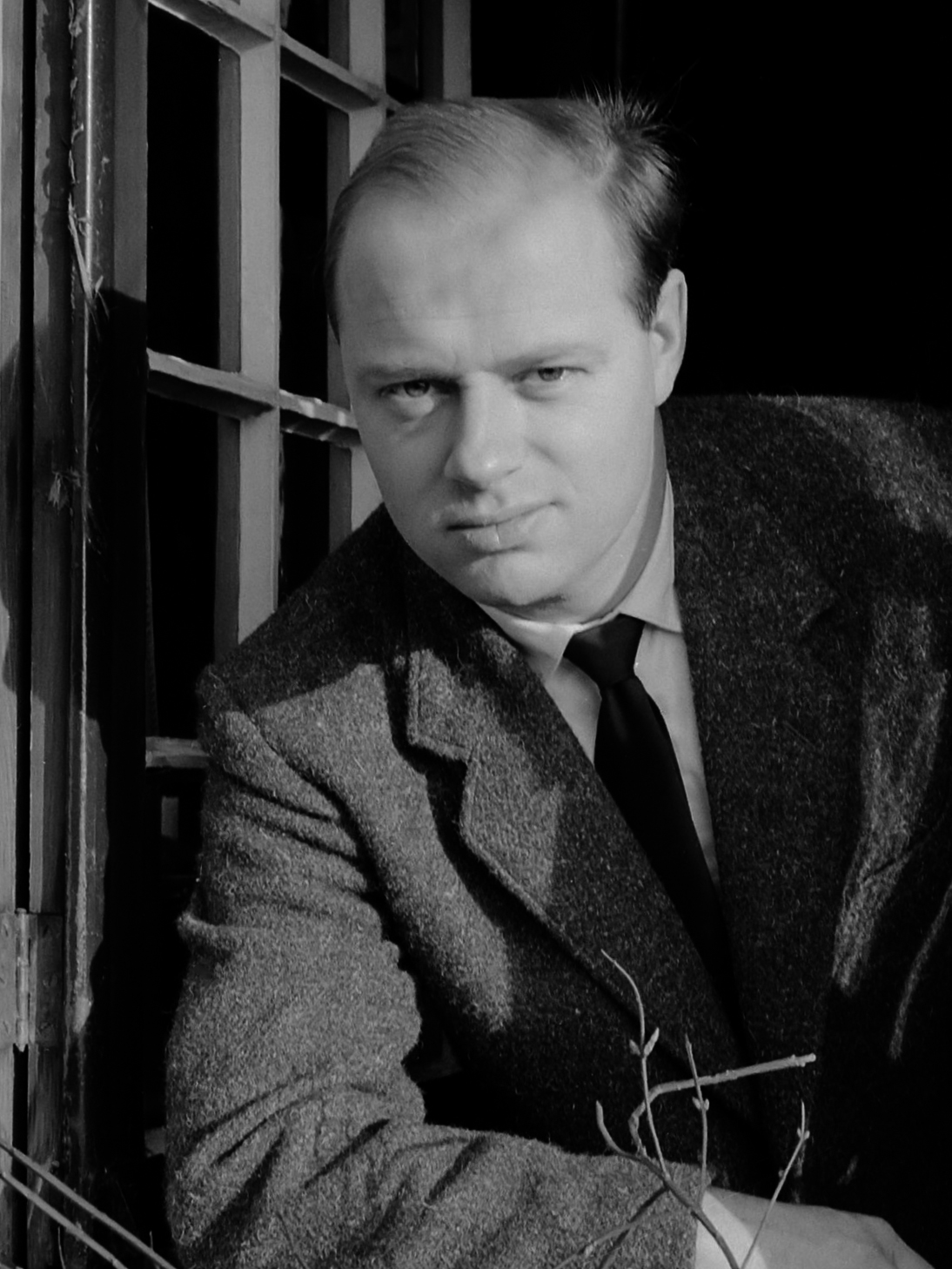
ライトナーが才能を見出した指揮者ベルナルト・ハイティンク (1959年)

オランダ放送協会が主催する指揮セミナーの審査員を務めたライトナーは、『オベロン』序曲を指揮した応募者ベルナルト・ハイティンクの才能を見出し、他の審査員の反対を押し切って受講させた。1954年と1955年の計12週間にわたってハイティンクを指導したのち、さまざまな指揮者を見学するためにオランダ放送管弦楽団で仕事をするよう勧めた。その後ハイティンクは同団のヴァイオリニストを務めた。ヴァイオリニストとして1年間過ごしたのち、ハイティンクはライトナーより、シュトゥットガルトに来ても、オランダ放送管弦楽団で副指揮者を務めても良いと言われ、結局オランダ放送管弦楽団の副指揮者となった。

### ピンカス・スタインバーグ
シカゴ・リリック・オペラで『ドン・ジョヴァンニ』の2幕を指揮している最中、ライトナーは体調不良となり、コンサートマスターのピンカス・スタインバーグが代理で指揮を務めた。これがスタインバーグの指揮デビューとなった。

### ヘルムート・リリング
指揮者のヘルムート・リリングはライトナーの指揮で初めて『マタイ受難曲』を聴き、深い感銘を受けたと述べている。

## 評価

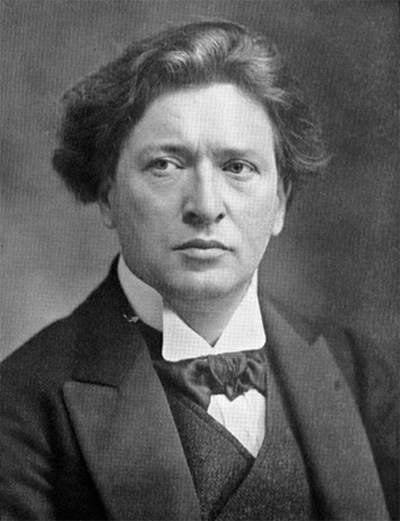
フェルッチョ・ブゾーニ

典型的なドイツのカペルマイスターと評され、モーツァルト、ワーグナー、ブルックナー、リヒャルト・シュトラウスの作品で評価が高かったほか、協奏曲や合唱曲などの合わせものでも高く評価された。同時代の作品も指揮しており、カール・オルフやカール・アマデウス・ハルトマンの作品の演奏が評価された。また、ライトナーが指揮するバイエルン放送交響楽団、ディートリヒ・フィッシャー＝ディースカウらが1969年に作成した、フェルッチョ・ブゾーニの『ファウスト博士』のレコードを聴いたイーゴリ・ストラヴィンスキーは「ブゾーニがこれほど優れた作曲家だったとは思いもしなかった」と述べている。

オーボエ奏者の茂木大輔はバンベルク交響楽団にエキストラで出演した際に、ライトナーの指揮でモーツァルトの『交響曲第40番』を演奏したが、その際のライトナーの指揮は端正なものだったと述べている。また、音楽評論家の諸石幸生は、ライトナーについて「深く確実な音楽性をもち、作品それ自体に語らせる味わい深い演奏を聴かせてくれた」と記している。同じく音楽評論家の宇野功芳は、ライトナーが指揮したNHK交響楽団第707回定期公演を聴いて以下のように述べている。